# Platyura pulchra
Platyura pulchra är en tvåvingeart som beskrevs av Samuel Wendell Williston 1893. Platyura pulchra ingår i släktet Platyura och familjen platthornsmyggor.
Artens utbredningsområde är Washington. Inga underarter finns listade i Catalogue of Life.